# Milešovka (rozhledna)
Rozhledna Milešovka se nachází na vrcholu Milešovky v Českém středohoří v nadmořské výšce 837 m. Nachází se v katastru vesnice Milešov (části obce Velemín) v okrese Litoměřice v Ústeckém kraji. Rozhledna byla spolu meteorologickou observatoří postavena v roce 1904. Kamennou rozhlednu tvoří 18 m vysoká věž, která má ve výšce 10 m vyhlídkový ochoz.

## Historie rozhledny
První kamenná rozhledna vznikla na Milešovce v roce 1850, byla vysoká 4 m a postavil ji hostinský Anton Weber z Velemína. Po jejím zániku byla na jejím místě v roce 1903 zahájena stavba rozhledny nové. Věž rozhledny je postavena ze znělce těženého přímo na vrcholu hory a byla dokončena v roce 1904. Pro veřejnost byla otevřená do roku 1939 a opětovně od roku 1998.

## Přístup
Milešovka je přístupná po celý rok a k rozhledně je možné vystoupat jednou ze značených cest:
- po  modré turistické značce z Velemína přes rozcestí Nad Velemínem.
- po  žluté turistické značce ze sedla Paškapole na rozcestí Nad Velemínem a dále po  modré turistické značce na vrchol.
- po  červené turistické značce z Bílky na rozcestí Nad Bílkou a dále po  modré turistické značce na vrchol.
- po  modré turistické značce z Černčic přes rozcestí Nad Bílkou a Milešovka-rozcestí.
- po  červené turistické značce z Milešova na rozcestí Milešovka-rozcestí a dále po  modré turistické značce na vrchol.

## Výhled
Z rozhledny je kruhový výhled na vrcholy Českého středohoří – Kletečnou, Lovoš, Ostrý, Milešovský Kloc i dále na Krušné hory a do Polabské nížiny.